# Radiofrekvens
| Elektromagnetiskt spektrum | Elektromagnetiskt spektrum | Elektromagnetiskt spektrum | Elektromagnetiskt spektrum | Elektromagnetiskt spektrum |
| Frekvensområde             | Frekvens                   | Våglängd                   | Fotonenergi                | Intervallbredd             |
| -------------------------- | -------------------------- | -------------------------- | -------------------------- | -------------------------- |
| Audiofrekvens              | 30 kHz–3 Hz                | 10 km–100 Mm               | < 12,4 feV                 |                            |
| Radiofrekvens              | 300 MHz–30 kHz             | 1 m–10 km                  | 1,24 µeV–12,4 feV          | 4 B                        |
| Mikrovågor                 | 300 GHz–300 MHz            | 1 mm–1 m                   | 1,24 meV–1,24 µeV          | 3 B                        |
| Infraröd (IR)              | 405–0,3 THz                | 740 nm–1 mm                | 1,7 eV–1,24 meV            | 3,1 B                      |
| Synligt ljus               | 789–405 THz                | 380–740 nm                 | 3,3 eV–1,7 eV              | 0,3 B                      |
| Ultraviolett (UV)          | 300 PHz–789 THz            | 1–380 nm                   | 1,24 keV–3,3 eV            | 2,6 B                      |
| Röntgenstrålning (X)       | 30 EHz–300 PHz             | 10 pm–1 nm                 | 124 keV–1,24 keV           | 2 B                        |
| Gammastrålning (γ)         | > 30 EHz                   | < 10 pm                    | > 124 keV                  |                            |

Radiofrekvens (RF) är den frekvens (svängningshastighet) som motsvarar radiovågornas, området från cirka 3 kHz till 300 GHz. Växelström i detta frekvensband kan bära radiosignaler. RF avser vanligtvis elektriska snarare än mekaniska svängningar, även om mekaniska RF-system existerar, till exempel mekaniska filter och RF-MEMS.